# Ханс Грайфенклау фон Фолрадс
Ханс Грайфенклау фон Фолрадс (на немски: Hans Greiffenclau von Volrads; † между 11 юни 1502 – 1506) от стария благороднически род Грайфенклау в Рейнгау в днешен Хесен, е господар на Фолрадс (в Оещрих-Винкел).

## Произход
Той е най-големият син на (Ханс) Йохан фон Грайфенклау цу Фолрадс († 1485/1488), губернатор на Фалай на Рейн, вицедом на Рейнгау в Курфюрство Майнц (1467 – 1480), и съпругата му Клара фон Ратзамхаузен († 1515), дъщеря на Хайнрих I фон Ратзамхаузен († 1449) и Мария Хазе фон Диблих.
Брат е на Фридрих Грайфенклау цу Фолрадс († 1529), губернатор на Фалай на Рейн, и на Рихард фон Грайфенклау цу Фолрадс († 1531), архиепископ и курфюрст на Трир (1511 – 1531).
Фамилията Грайфенклау е една от най-старите фамилии в Европа, служи като „министериали“ при Карл Велики. Фамилията е прочута с нейните лозя и правене на вино. През началото на 14 век фамилията Грайфенклау наследява господарите фон Винкел с дворец Фолрад в Рейнгау. От 1320 до 1997 г. дворецът Фолрадс е главната резиденция на фамилията.

## Фамилия
Ханс Грайфенклау фон Фолрадс се жени 1487 г. за Ева фон Елтц († сл. 27 март 1509), дъщеря на Улрих фон Елтц († 1509), и Мария фон Рейфенберг († 1495). Те имат три дъщери:
- Елизабет Грайфенклау фон Фолрадс († 1538), омъжена на 27 март 1509 г. за Антон Валдбот-Басенхайм († 17 февруари 1537)
- Клара Грайфенклау фон Фолрадс († сл. 1516)
- Изенгард Грайфенклау фон Фолрадс († 1567)